# Lillträsket (sjö i Finland, Nyland, lat 59,94, long 23,05)
Lillträsket är en sjö i Raseborgs stad i Finland.   Den ligger i landskapet Nyland, i den södra delen av landet, 110 km väster om huvudstaden Helsingfors. Lillträsket ligger 35 meter över havet.  Arean är 2,7 hektar och strandlinjen är 0,69 kilometer lång. Sjön  ingår i Skärgårdshavets kustområde, Åland. 